# Carex disperma
Carex disperma — багаторічна трав'яниста рослина родини осокові (Cyperaceae), поширений у Північній Америці та Євразії. Етимологія: дав.-гр. δίς — «двічі», дав.-гр. σπέρμα — «насіння», вказуючи, що обидві квітки колоска з родючим насінням.

## Опис
Рослини з вільною, розгалуженою системою струнких, блідо-коричневих кореневищ. Стебла дуже стрункі, похилі, шершаві, 15–60 см, перевищують листя. Листя: базальні піхви блідо-коричневі знизу, внутрішня біла смуга; лігули більші вшир ніж у довжину; пластини від середньо до темно-зеленого забарвлення, плоскі, 15–30 × 0.75–1.5 мм, шершаві. Суцвіття 1.5–2.5 см × 3–5 мм; проксимальний приквіток 5–20 мм; дистальні приквітки лускоподібні. Колосків 2–4(5), проксимальний окремий, дистальні агрегатні, кулясті, 3–5 × 2–4 мм. Маточкові луски біло-напівпрозорі з зеленим центром, яйцюваті, верхівка загострена. Сім'янки червоно-коричневі, довгасто-еліптичні, 1.5–1.75 × 1 мм, блискучі.

## Поширення
Північна Америка: Канада, США, Ґренландія; Азія: Китай, Японія, Росія; Європа: Естонія, Латвія, Литва, Польща, Фінляндія, Норвегія, Швеція. Населяє болота, вологі луки, вологі місця в лісах; на висотах 0–3500 м.